# Rolf Scheider

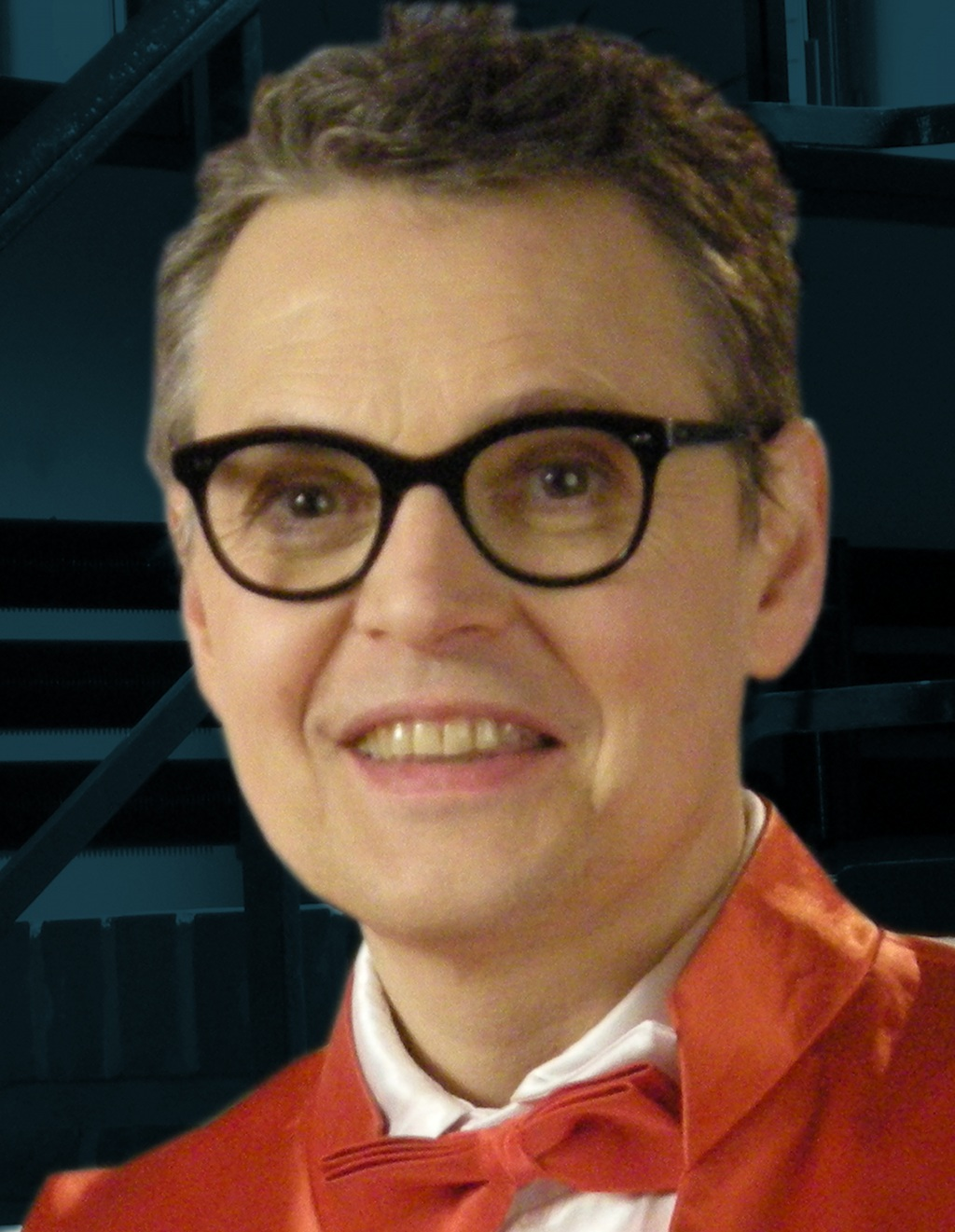
Rolf Scheider, 2010

Rolf Scheider (* 8. März 1956 in Köln) ist ein deutscher Casting Director und Entertainer. Bekannt wurde er als Jury-Mitglied der dritten und vierten Staffel der Castingshow Germany’s Next Topmodel. Durch den ProSieben-Moderator Stefan Raab erhielt er den Spitznamen „Rolfe“.

## Leben
Scheider absolvierte nach seiner Schulzeit eine Ausbildung zum Großhandelskaufmann im Butter-, Eier- und Käsesektor. Danach erlernte er in Düsseldorf den Beruf des Kosmetikers. 1975 verlegte er seinen Wohnsitz nach Paris, wo er als Visagist und von 1978 bis 1980 als Model arbeitete. In den späten 1980er Jahren gründete er die Modelagentur People International, die er in den 1990er Jahren verkaufte. 2010 gründete er das Casting-Büro Casting Company Berlin. Zwischen 1980 und 1990 besaß Scheider zwei Restaurants in Paris. In den 1990er Jahren war er als freier Journalist für die Modezeitschrift Madame tätig.
Bekannt wurde Scheider als Jury-Mitglied der Castingshow Germany’s Next Topmodel, wo er die Nachfolge von Bruce Darnell antrat. Als er nach zwei Staffeln die Show wieder verließ, kritisierte er öffentlich das Verhalten der Moderatorin Heidi Klum.
Weitere Fernsehauftritte folgten: 2009 in dem Sat.1-Format Yes, we can dance, 2010 in der Prominenten-Tanzshow Let’s Dance auf RTL oder 2011 in dem Sat.1-Format Der Bastelkönig. 2013 war er in der von Melanie Scheriau moderierten österreichischen Castingshow Austria’s Next Topmodel als Juror neben Carmen Kreuzer zu sehen. Im Dezember 2013 nahm er zusammen mit Eva Jacob an der Reality-Show Der VIP-Bus – Promis auf Pauschalreise teil. Zwischen dem 16. und 30. Januar 2015 war er Teilnehmer von Ich bin ein Star – Holt mich hier raus! bei RTL und belegte den vierten Platz.
Er lebt offen schwul und ist seit 1996 mit Julien Peltier verheiratet.

## Auftritte in Fernsehsendungen (Auswahl)
- 2008–2009: Germany’s Next Topmodel
- 2009: Yes, we can dance
- 2009: TV total Stock Car Crash Challenge
- 2010: TV total Turmspringen
- 2010: Let’s Dance
- 2010: Das perfekte Promi-Dinner
- 2011: Der Bastelkönig
- 2011: Die Alm
- 2013: Austria’s Next Topmodel
- 2013: Der VIP-Bus – Promis auf Pauschalreise
- 2013: Es kann nur E1NEN geben
- 2014: Promi Shopping Queen
- 2015: Ich bin ein Star – Holt mich hier raus!
- 2016: Schau mir in die Augen – Promis unter Hypnose
- 2016: Das große Promibacken – Osterspezial
- 2017: Back for Good
- 2017: Die Küchenschlacht – Promiwoche
- 2020: Jung in den 70ern: Schlaghose, Freiheitsdrang & Discofieber (Kommentator)[5]

## Darsteller in Filmen
- 2012: Unter Umständen verliebt
- 2016: Die Welt der Wunderlichs